# Masaran (Bluto)
Masaran is een bestuurslaag in het regentschap Sumenep van de provincie Oost-Java, Indonesië. Masaran telt 1393 inwoners (volkstelling 2010).